# Kardomia odontocalyx
Kardomia odontocalyx är en myrtenväxtart som först beskrevs av Anthony R. Bean, och fick sitt nu gällande namn av Peter G.Wilson. Kardomia odontocalyx ingår i släktet Kardomia och familjen myrtenväxter. Inga underarter finns listade i Catalogue of Life.